# Kék szarka
A kék szarka (Cyanopica cyanus) a madarak osztályának, verébalkatúak rendjébe azon belül a varjúfélék családjába tartozó faj.

## Rendszerezése
A fajt Peter Simon Pallas német zoológus és botanikus írta le 1776-ban, a Corvus nembe Corvus cyanus néven.

## Alfajai
- Cyanopica cyanus cyanus (Pallas, 1776)
- Cyanopica cyanus interposita Hartert, 1917
- japán kék szarka Cyanopica cyanus japonica Parrot, 1905 - Japán
- kanszui kék szarka Cyanopica cyanus kansuensis Meise, 1937 - Kanszu tartomány (Kína)
- koreai kék szarka Cyanopica cyanus koreensis Yamashina, 1939  - Koreai-félsziget
- Cyanopica cyanus stegmanni Meise, 1932
- Cyanopica cyanus swinhoei Hartert, 1903

## Előfordulása
Dél-Korea, Észak-Korea, Hongkong, Japán, Kína, Mongólia és Oroszország területén honos. Természetes élőhelyei a mérsékelt övi erdők, szubtrópusi vagy trópusi síkvidéki és hegyi esőerdők, valamint vidéki kertek és városi régiók. Állandó, nem  vonuló.

## Megjelenése
Testhossza 38 centiméter, testtömege 65-112 gramm. Fekete sapkája a szeme alá ér és a tarkóját is befedi. Szárnya és hosszú farka szürkéskék. Háta barnásszürke, hasa világosabb.
|  |

## Életmódja
Élénk, gyakran tolakodó természetű madár. Lármás, akár 30 példányt számláló csapatokban keresi főleg makkokból, fenyő magokból, gyümölcsökből és rovarokból álló táplálékát. Mozgása a szarkára (Pica pica) emlékeztet. Hangja cserregő.

## Szaporodása
Kisebb csoportokban, magas fák ágvilláiban szereti nyitott fészkét felépíteni. Fészekalja 6-8 tojásból áll, melyen 15 napig kotlik. Európában a fészekparazita pettyes kakukk (Clamator glandarius) egyik legfontosabb dajkamadara.

## Természetvédelmi helyzete
Az elterjedési területe nagyon nagy, egyedszáma pedig növekszik. A Természetvédelmi Világszövetség Vörös listáján nem fenyegetett fajként szerepel.